# Adriaan Ditvoorst
 (octobre 2018).
 (octobre 2018).
Si vous disposez d'ouvrages ou d'articles de référence ou si vous connaissez des sites web de qualité traitant du thème abordé ici, merci de compléter l'article en donnant les références utiles à sa vérifiabilité et en les liant à la section « Notes et références ».
Adriaan Ditvoorst, né le 23 janvier 1940 à Berg-op-Zoom et mort 18 octobre 1987 dans la même ville, est un réalisateur, producteur de cinéma et scénariste néerlandais.

## Filmographie
- 1965 : Ik kom wat later naar Madra (nl)
- 1967 : Paranoia (nl)
- 1969 : Carna (nl)
- 1970 : Antenna (nl)
- 1970 : De val (nl)
- 1973 : De Blinde Fotograaf (nl)
- 1978 : Flanagan (nl)
- 1978 : De mantel der liefde (nl)
- 1981 : Lucifer (nl)
- 1984 : De Witte Waan (nl)